# Spilne, Novhorodka
Spilne (în ucraineană Спільне) este un sat în comuna Novomîkolaiivka din raionul Novhorodka, regiunea Kirovohrad, Ucraina.

## Demografie
Componența lingvistică a localității Spilne
     Ucraineană (100%)
Conform recensământului din 2001, toată populația localității Spilne era vorbitoare de ucraineană (100%).